# ۱۸۴ (پیش از میلاد)
۱۸۴ (پیش از میلاد) ۱۸۴مین سال قبل از تقویم میلادی است.